# KkStB 45
Die Dampflokomotivreihe kkStB 45 war eine Personenzug-Schlepptenderlokomotivreihe der kkStB, die ursprünglich von der Dux-Bodenbacher Eisenbahn (DBE) stammte.
Die acht Lokomotiven wurden von Köchlin in Mülhausen 1871 geliefert.
Alle Maschinen kamen zur kkStB und bildeten dort die Reihe 45.
Nach dem Ersten Weltkrieg kamen noch zwei Loks zur ČSD als Reihe 312.6.
Die ČSD schied diese Maschinen schon 1925 aus ihrem Bestand.